# Valg i Spanien
Der er fire typer valg i Spanien: Parlamentsvalg, valg til lokale parlamentet, lokale valg og valg til Europaparlamentet. Parlamentsvalg og valg til lokale parlamentet foregår typisk, når den siddende nationale eller lokale regerings mandat udløber. Det sker typisk efter fire år, men det er ikke krævet at en regering sidder sin periode ud. Valg til lokale råd (byråd eller provinsråd) samt til Europaparlamentet afholdes på fastsatte datoer.

## Parlamentsvalg
Det spanske parlamentsvalg, Cortes Generales, består to kamre som fastslået i den spanske forfatning: Overhuset eller Senatet (Senado) og Underhuset eller Kongressen (Congreso de los Diputados).

### Congreso de los Diputados
Kongressen har 350 medlemmer, der vælges i hver provins for en periode på fire år. Valgmetoden er baseret på D'Hondts metode og forholdstalsvalg. På trods af at forfatningen tillader fleksibilitet i systemet, har det ikke ændret sig siden Spanien blev et demokrati.
Hver af Spaniens 50 provinser får to mandater mens Ceuta og Melilla får et hver. De resterende er allokeret proportionelt i forhold til befolkningen. Det betyder, at de mindre provinser overrepræsenteres og store provinser så som Madrid og Barcelona underrepræsenteres. Langt størstedelen af de spanske valgdistriker er små. Derudover har Spanien en tre procents spærregrænse i forhold til hver provins. For at et parti skal komme i betragtning til mandater, skal det passere denne spærregrænse. 
I forhold til at få tildelt et mandat, kræver det, at man får flere stemmer end den laveste divisor. Denne metode kaldes for det største gennemsnit. I en spansk sammenhæng betyder det, at det parti hvis mandat kom ind på færreste stemmer i forhold til alle andre partier, udgør divisoren. Herefter undersøges det, hvor mange gange dette laveste tal kan gå op i det totale antal. I 1993 i Zaragoza fik det spanske socialdemokrati PSOE 174061 stemmer. Det laveste antal stemmer eller divisoren gik også til PSOE. Her var der tale om 58020 stemmer, hvilket giver PSOE tre mandater. Folkepartiet eller PP fik 172753 mandater. PSOEs 58020 stemmer er også divisor her, hvilket giver PP to mandater.

### Senado
Valget til Senatet blev første gang brugt i 1979. Senatorer er direkte valgt fra provinserne samt indirekte valgt fra de autonome områder. I dag er der 264 senatorer, hvor 208 er direkte valgt og 56 er indirekte valgt.
I provinserne anvendes et flertals blokstemmeafgivning. Det vil sige, hver fastlandsprovins vælger fire enatorer hver, hvor øerne vælger mellem en og tre senatorer. Ceuta og Melilla vælger hver to. Partier nominerer tre kandidater og hver vælger har tre stemmer. Distriker med færre senatorer på valg, giver vælgerne færre stemmer.
De autonome områder får en senator samt en for hver million indbyggere. De kan selv vælge hvordan de vælger deres senatorer, men de er generelt valgt af lokalparlamentet i forhold til partisammensætning.

### Oversigt over spanske parlamentsvalg
| Regeringens farve                     |
| Socialdemokratisk Center Konservative |

| Oversigt over spanske parlamentsvalg | Oversigt over spanske parlamentsvalg                       | Oversigt over spanske parlamentsvalg                                                                 | Oversigt over spanske parlamentsvalg | Oversigt over spanske parlamentsvalg                 |
| Valg                                 | Resultat                                                   | Regering                                                                                             | Statsminister                        | Statsminister                                        |
| ------------------------------------ | ---------------------------------------------------------- | --- | ------------------------------------ | ---------------------------------------------------- |
| 1977                                 | Intet absolut flertal, UCD mangler 10 mandater             | UCD mindretalsregering                                                                               |                                      | Adolfo Suárez                                        |
| 1979                                 | Intet absolut flertal, UCD mangler 8 mandater              | UCD regering ned støtte fra People's Alliance, Andalusian Party and Aragonese Party                  |                                      | Adolfo Suárez (trådte tilbage) Leopoldo Calvo-Sotelo |
| 1982                                 | PSOE jordskredssejr and absolut flertal of 54              | PSOE flertalsregering                                                                                |                                      | Felipe González                                      |
| 1986                                 | PSOE absolut flertal med 22                                | PSOE flertalsregering                                                                                |                                      | Felipe González                                      |
| 1989                                 | PSOE sejr med præcis halvdelen af mandaterne               | PSOE regering ned støtte fra Canarian Coalition                                                      |                                      | Felipe González                                      |
| 1993                                 | Intet absolut flertal, PSOE mangler 17 mandater            | PSOE regering ned støtte fra Convergence and Union og Basque Nationalist Party                       |                                      | Felipe González                                      |
| 1996                                 | Intet absolut flertal, Partido Popular mangler 20 mandater | PP regering ned støtte fra Convergence and Union, the Basque Nationalist Party og Canarian Coalition |                                      | José María Aznar                                     |
| 2000                                 | Partido Popular absolut flertal of 16                      | PP flertalsregering                                                                                  |                                      | José María Aznar                                     |
| 2004                                 | Intet absolut flertal, PSOE mangler 12 mandater            | PSOE regering med støtte fra United Left og Republican Left of Catalonia                             |                                      | José Luis Rodríguez Zapatero                         |
| 2008                                 | Intet absolut flertal, PSOE mangler 7 mandater             | PSOE mindretalsregering                                                                              |                                      | José Luis Rodríguez Zapatero                         |

## Valg til lokalparlamentet
Ligesom ved valg til Spaniens nationale parlament afholdes der også valg til Spaniens lokale parlamentet hvert fjerde år. 13 af de 17 lokale parlamenter sker på samme dag, hvilket er den fjerde søndag i maj. Det sidste valg blev afholdt den 22. maj 2011.
De fire andre områder afholder deres valg på separate dage. Det sidste valg i Andalusien blev afholdt i 2008 sammen med det nationale valg. Euskadi og Galicien havde valg i 2009, og Catalonien i 2010.

## Lokalvalg
Valg til lokale råd finder sted på samme dag i hele landet sammen med de 13 regionale valg. Det sker i maj før et skudår. Sidste gang var i maj 2011.

## Eksterne links
- Spaniens forfatning af 1978